# 79418 Zhangjiajie
79418 Zhangjiajie este un asteroid din centura principală de asteroizi.

## Descriere
79418 Zhangjiajie este un asteroid din centura principală de asteroizi. A fost descoperit pe 3 iunie 1997 la Xinglong în cadrul programului Beijing Schmidt CCD Asteroid Program. Asteroidul prezintă o orbită caracterizată de o semiaxă mare de 2,42 ua, o excentricitate de 0,08 și o înclinație de 5,6° în raport cu ecliptica.